# Amadeus-Verleihung 2003
Die 4. Verleihung des Amadeus Austrian Music Award fand am 7. Mai 2003 in der Marx Hall in Wien statt und wurde einen Tag darauf, am 8. Mai, im ORF ausgestrahlt. Die Verleihung wurde von Andi Knoll moderiert.

## Nominierung und Wahl
Nominiert werden konnten Musiker und Bands bzw. deren Veröffentlichungen, die im Zeitraum von 1. Jänner bis 31. Dezember 2002 auf den Markt kamen bzw. mindestens einen Live-Auftritt hatten. Voraussetzung war, dass die Künstler ihren Lebensmittelpunkt in Österreich haben oder österreichische Staatsbürger sind.

## Preisträger

### Künstlerin Pop/Rock national
- Stark wie ein Felsen von Stefanie Werger

### Künstler Pop/Rock national
- Perlen von Ludwig Hirsch

### Gruppe Pop/Rock national
- Junischnee von Seer

### Single des Jahres national
- Was is mit du? von Professor Kaiser

### Newcomer des Jahres national
- Any Kind Of Love von Manuel Ortega

### Single des Jahres international
- WheneverWherever von Shakira

### Album des Jahres international
- Mensch von Herbert Grönemeyer

### Schlager-Album des Jahres
- Rouge von Michelle

### Crossover-Album des Jahres
- Carrisi Canta Caruso von Albano Carrisi

### Klassik-Album des Jahres
- Neujahrskonzert 2002 von Seiji Ozawa & Wiener Philharmoniker

### Jazz/Blues/Folk-Album des Jahres national
- Faces & Places von Joe Zawinul

### FM4 Alternative Act des Jahres
- Attwenger

### Dance Act des Jahres in Kooperation mit Deejay Top 4ty
Get High von Ravers On Dope

### Sonderpreis für das Lebenswerk
- Udo Jürgens

### Produzent des Jahres
Erwin Kiennast und Norman Weichselbaum (OPERATOR Kiennast & Weichselbaum GmbH, Gablitz) für Kiddy Contest

### Sonderpreis der Fachjury
- Robbie Williams (Capitol) als Best International Act

## Besondere Auszeichnung

### Lebenswerk
- Udo Jürgens